# فوئنته دل آرکو
فوئنته دل آرکو (به اسپانیایی: Fuente del Arco) یک شهرستان در اسپانیا است که در استان باداخس واقع شده‌است.